# Középkori teológusok listája
Az alábbi lista a középkori nevezetes keresztény teológusokat sorolja fel. A listában szereplő egyes személyek sokszor más foglalkozást is űztek, így nem ritkán filozófusok, történetírók, misztikusok és költők is voltak egy személyben.

## ABC szerint

### A
- Abélard Péter (1079 – 1142)
- Lillei Alán (1128 k. – 1202)
- Albertus Magnus (1193 – 1280)
- Halesi Sándor (1183 k. – 1245)
- Alnwicki Vilmos (1275 k. – 1333)
- Amiens-i Miklós (1147 k. – 1204)
- Páduai Szent Antal (1195 – 1231)
- Canterburyi Szent Anzelm (1033 – 1109)
- Arras-i Eustache (? – 1291)
- Auriole-i Péter (1280 k. – 1322)
- Auvergne-i Péter (1240 k. – 1304)
- Auvergne-i Vilmos (1180 k. – 1249)
- Auxerre-i Remig (841 k. – 908 k.)

### B
- Beda Venerabilis (672 k. – 735)
- Benai Amalricus (1140 k. – 1206 k.)
- Clairvaux-i Szent Bernát (1091 – 1153)
- Gabriel Biel (1418 – 1495)
- Bolognai Bertalan (? – 1294 u.)
- Szent Bonaventura (1221 – 1274)
- Bragai Szent Márton (510 k. – 579)
- Brugge-i Valter (1227 k. – 1307)

### C
- Chartres-i Fulbert (952 k. – 1028)
- Chartres-i Theodorich (1085 k. – 1155 e.)
- Cusai Miklós (1401 – 1464)

### D
- Skóciai Duns János (1266 – 1308)

### E
- Eckhart mester (1260–1328)

### F
- Four-i Vitalis (1260 – 1327)
- Freibergi Dietrich (1245 k. – 1318)

### G
- Genti Henrik (1217 k. – 1293)
- I. Gergely pápa (540 – 604)
- Jean Gerson (1363 – 1429)
- Gilbert de la Porrée (1076 – 1154)
- Robert Grosseteste (1175 k. – 1253)

### H
- Harclay-i Henrik (1270 k. – 1317)
- Helcsickí Péter (1390 k. – 1460)
- Hitvalló Szent Maximosz (580 – 662)
- Honoré d’Autun (1080 k. – 1154)
- Hrabanus Maurus (776 – 856)
- Szentviktori Hugó (1096 k. – 1141)
- Husz János (1369 – 1416)

### I
- IX. (X.) István pápa (1020 k. – 1058)
- Sevillai Szent Izidor (556 – 636)

### J
- Damaszkuszi Szent János (675 k. – 749)
- Jean Buridan (1295 k. – 1363)
- John Peckham (1227 k. – 1292)
- Salisburyi János (1115 k. – 1180)

### K
- Karthauzi Szent Dénes (1402 – 1471)
- Kempis Tamás (1379 – 1471)

### L
- Stephen Langton (1150 k. – 1228)
- Lavardini Hildebert (1056 – 1133)
- IX. Leó pápa (1002 – 1054)
- Lessines-i Aegidius (1230 k. – 1304 u.)
- Ramon Llull (1232 – 1315)
- Luccai Anselm (1036 – 1086)

### Ly
- Lyrai Miklós (1270 k. – 1349)

### M
- Lautenbachi Manegold (1030 k. – 1103 k.)
- Metzi Jakab (? – 1302 u.)
- Meyronnes-i Ferenc (1288 – 1328 u.)
- Middletoni Richárd (1249 k. – 1308 k.)
- Moosburgi Bertold (? – 1361 u.)

### N
- Alexander Neckham (1157 – 1217)
- Nédelleci Hervé (1260 k. – 1323)
- Nicholas Trivet (1257? – 1334?)
- Nicole Oresme (1325 k. – 1382)

### O
- William Ockham (1287 k. – 1347)
- Orbais-i Gottschalk (803 k. – 869)
- Orvietoi Hugolinus (14. század)

### P
- Paschasius Radbertus (786 k. – 865)
- Damiani Szent Péter (1007 – 1072)
- Petrus Comestor (1100 k. – 1179)
- Petrus Lombardus (1096 k. – 1164)

### R
- Ratramnus (800 k. – 868 k.)
- Reichersbergi Gerhoh (1093 – 1169)
- Szentviktori Richárd (1110 k. – 1173)
- Richard Fishacre (1200 k. – 1248)
- Ripai János (? – 1354 u.)
- Robert Kilwardby (1215 k. – 1279)
- Római Aegidius (1247 k. – 1316)

### S
- Sabundei Rajmund (1385 k. – 1436)
- Saint-pourçaini Durandus (1272 k. – 1334)
- Saint-thierryi Vilmos (1085 k. – 1148)
- Servatus Lupus (805 k. – 862)
- Strassburgi Hugó (1205 k. – 1270 k.)
- Strassburgi Ulrik (1225 k. – 1277)
- Suttoni Tamás (? – 1316)

### T
- Aquinói Szent Tamás (1225 – 1274)
- Thomas Bradwardine (1300 k. – 1349)
- Tours-i Berengár (999 – 1088)
- Trabes-i Péter (? – 1264 u.)

### V
- II. Viktor pápa (1018 – 1057)
- Viterbói Jakab (1255 k. – 1308)
- Walter Chatton (1285 k. – 1343)
- Ware-i Vilmos (? – 1300 után)
- John Wycliffe (1324? – 1384)

## Időrend szerint

### 6. század
- Nagy Gergely pápa (540–604)

### 7. század
- Hitvalló Maximosz (kb. 580–662)
- Ninivei Izsák († kb. 700)

### 8. század
- Damaszkuszi János

### 9. század
- Torinoi Claudius (- 839)
- Johannes Scotus Erigena (810–877)

### 12. század
- Peter Abélard (1079–1142)
- Anselm (1033–1109)
- Clairvaux-i Bernát (1090–1153)
- Bingeni Hildegárd (1098-1179)

### 13. század
- Assissi Ferenc (kb. 1181-1286)
- Albertus Magnus (kb. 1200–1280)
- Bonaventura (1221–1274)
- Aquinói Tamás (1224–1274)
- Peter Quesnel (-1299)

### 14. század
- Scotus Johannes Duns (kb. 1265 – 1308)
- Eckhart mester (1260–1328)
- Ockham William (1285–1347)
- Dionigi di Borgo San Sepolcro (1300–1342)
- Svéd Brigitta (1303-1373)

### 15. század
- Kempis Tamás (1380–1471)
- Husz János (kb. 1369–1415)
- Sziénai Katalin (1347–1380)
- Julian of Norwich (kb. 1342–1416)
- Nicolaus Cusanus (1401–1464)